# Jiří Brauner
Jiří Brauner (9. ledna 1905 Petrohrad – 23. ledna 2008 Brno) byl druhý děkan dnešní Fakulty elektrotechniky a komunikačních technologií Vysokého učení technického v Brně (VUT) a specialista v oblasti elektrárenství a energetického průmyslu.

## Život
Narodil se v Ruské říši v St. Peterburgu na Krvavou neděli. Rodina otce pocházela z okolí Uherského Brodu, otec se do Ruska dostal v roce 1900 jako inženýr firmy Siemens–Schuckert, která zde budovala továrnu na podmořské kabely. Otec na rozdíl od mnohých Čechů nepřijal ruské občanství, což se mu nakonec vyplatilo. Jeho matka byla Ruska, starala se o děti a domácnost.
V roce 1912 se rodina přestěhovala do Samary, roku 1920 byl otec jmenován hlavním inženýrem na Ústředí městských podniků v Moskvě. Jiří Brauner studoval v Petrohradě a v Moskvě, roku 1927 odjel ke strýci do Berlína. Přál si studovat ve Vídni, zde mu však nebylo uznáno sovětské vzdělání. Získal doporučení pro Ministerstvo školství v Praze a obdržel stipendium ke studiu na Vysoké škole technické v Brně. Zde se naučil češtinu a zájemcům dával hodiny ruštiny. Ruštině vyučoval i např. Bohuslava Ečera.
Po studiích na VUT v Brně začal pracovat na elektro zkušebně v obuvnických závodech Tomáše Bati ve Zlíně, kde zároveň také učil na místní průmyslové škole. Mezi jeho žáky zde patřil i Milouš Jakeš, pozdější generální tajemník ÚV KSČ. Stal se vedoucím na stavbě elektrárny v Sezimově Ústí a později jejím ředitelem.
Po válce od konce roku 1946 řídil opravu elektrárny v Chemických závodech v Litvínově. V padesátých letech se stal krátce ředitelem Hlavní správy elektráren, z politických důvodů byl ale odvolán. Po krátkém působení v Hodoníně se v roce 1955 stal ředitelem brněnské teplárny. Zde byl Závodním výborem KSČ obviňovaný, že je nespolehlivý a že udržuje kontakty s kapitalistickými živly. Ve svých 55 letech raději opustil provoz technických závodů a šel budovat obor elektroenergetiky na nově vzniklou elektrotechnickou fakultu VUT v Brně, kde v roce 1961 založil Katedru elektroenergetiky a později v letech 1963–1966 na ní byl také děkanem.
Politika zasáhla opět do jeho života po roce 1968. Brauner nesouhlasil se vstupem okupačních vojsk a jako funkcionář na akademické půdě byl v roce 1970 penzionován. Ale nevzdal se a navázal spolupráci při budování nové elektrotechnické fakulty na Vysoké škole báňské v Ostravě, kde externě působil až do roku 1988.
Jeho manželka Klára pocházela z Blanska, měli spolu syna a dceru.
V roce 1998 vydal Moravský svaz elektrotechniků knihu Jiřího Braunera s názvem Dlouhý život…(paměti).
Ve svých 102 letech obdržel 27. září 2007 Cenu Jihomoravského kraje v oblasti technického pokroku.
Zemřel krátce po oslavě svých 103. narozenin.